# Mahir Yousef Bakur
Mahir Yousef Bakur (Ar Rayyan, 8 gennaio 1988) è un calciatore qatariota, attaccante dell'Al-Jaish.

## Carriera

### Club
Ha esordito ufficialmente con la maglia dell'Al-Jaish il 15 ottobre 2011 contro l'Al Kharitiyath. La stagione successiva è stato ceduto al Umm-Salal dove è rimasto per due stagioni, fino a quando nel gennaio 2013 il giocatore è stato riacquistato dal club in cui aveva iniziato la sua carriera.
Dopo il suo ritorno nell'Al-Jaish il 15 febbraio 2013, Mahir realizza all'85' minuto il goal decisivo nella vittoria contro la capolista Al-Sadd.

### Nazionale
Nel 2013 ha esordito con la maglia della nazionale del Qatar nell'amichevole contro l'Egitto subentrando a Sebastián Soria al 46'; Mahir ha collezionato la sua seconda presenza in nazionale nella partita valida per le qualificazioni al mondiale 2014 contro la Corea del Sud.

## Statistiche

### Cronologia presenze e reti in nazionale
| Cronologia completa delle presenze e delle reti in nazionale ― Qatar | Cronologia completa delle presenze e delle reti in nazionale ― Qatar | Cronologia completa delle presenze e delle reti in nazionale ― Qatar | Cronologia completa delle presenze e delle reti in nazionale ― Qatar | Cronologia completa delle presenze e delle reti in nazionale ― Qatar | Cronologia completa delle presenze e delle reti in nazionale ― Qatar | Cronologia completa delle presenze e delle reti in nazionale ― Qatar | Cronologia completa delle presenze e delle reti in nazionale ― Qatar |
| Data                                                                 | Città                                                                | In casa                                                              | Risultato                                                            | Ospiti                                                               | Competizione                                                         | Reti                                                                 | Note                                                                 |
| -------------------------------------------------------------------- | -------------------------------------------------------------------- | -------------------------------------------------------------------- | -------------------------------------------------------------------- | -------------------------------------------------------------------- | -------------------------------------------------------------------- | -------------------------------------------------------------------- | -------------------------------------------------------------------- |
| 7-3-2013                                                             | Doha                                                                 | Qatar                                                                | 3 – 1                                                                | Egitto                                                               | Amichevole                                                           | -                                                                    | 74’                                                                  |
| 26-3-2013                                                            | Seul                                                                 | Corea del Sud                                                        | 2 – 1                                                                | Qatar                                                                | Qual. Mondiali 2014                                                  | -                                                                    | 75’                                                                  |
| Totale                                                               |                                                                      | Presenze                                                             | 2                                                                    |                                                                      | Reti                                                                 | 0                                                                    |                                                                      |

## Palmarès

### Club

#### Competizioni nazionali
- Qatar Stars Cup: 1

Al-Jaish :2012-2013